# Collisella pelta
Collisella pelta är en snäckart som beskrevs av Martin Heinrich Rathke 1833. Collisella pelta ingår i släktet Collisella och familjen Lottiidae. Inga underarter finns listade i Catalogue of Life.

## Bildgalleri

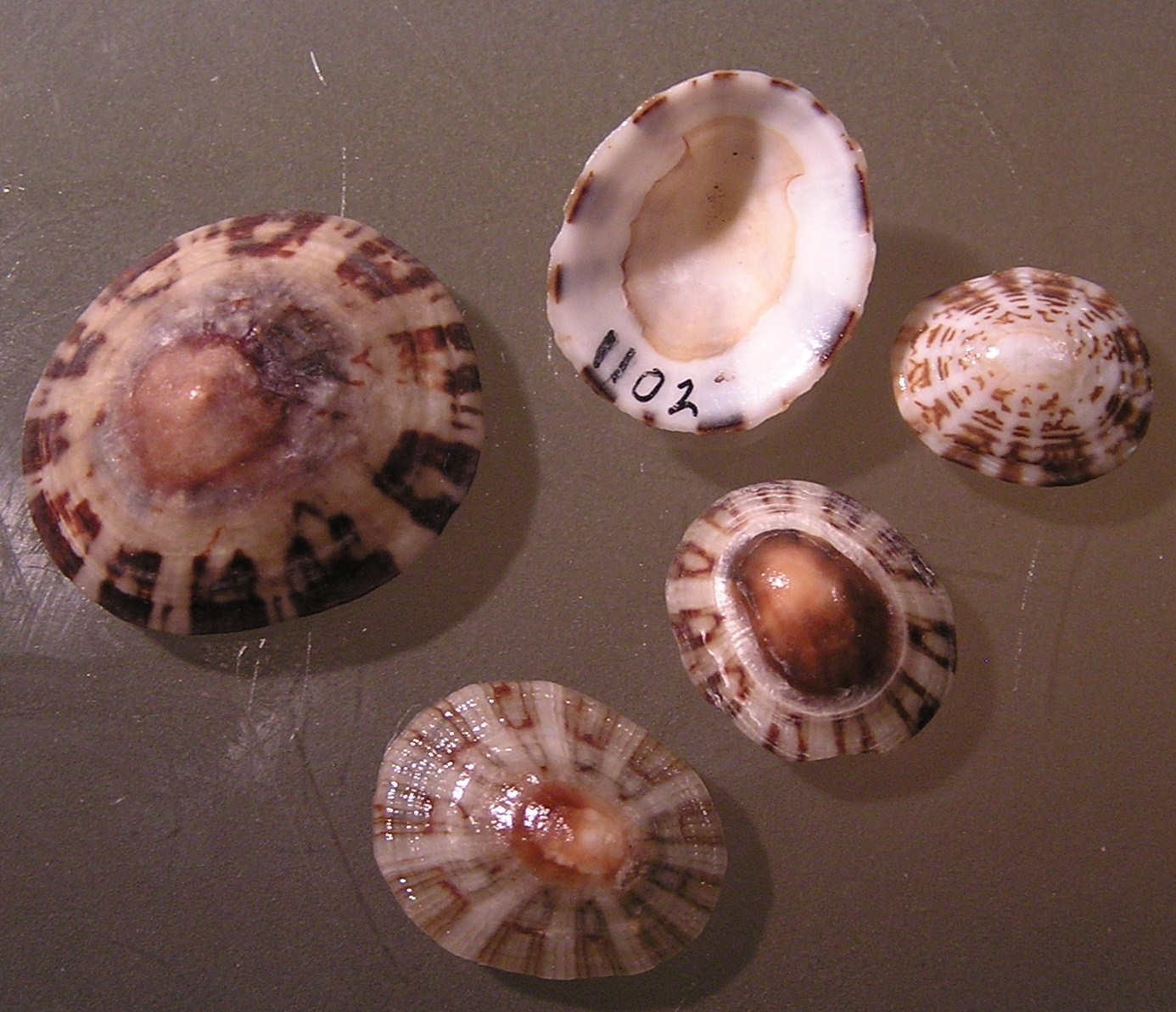
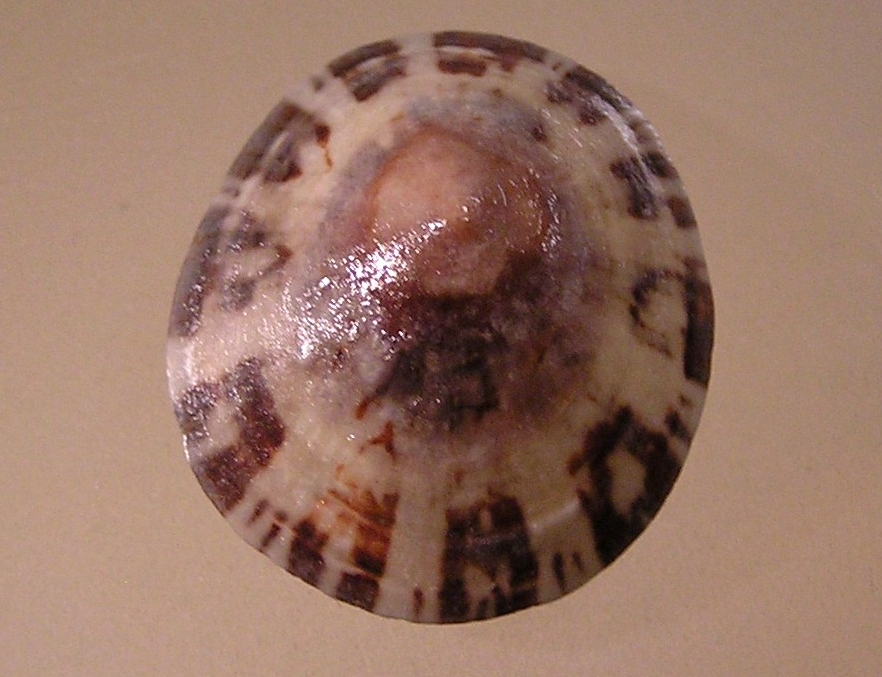
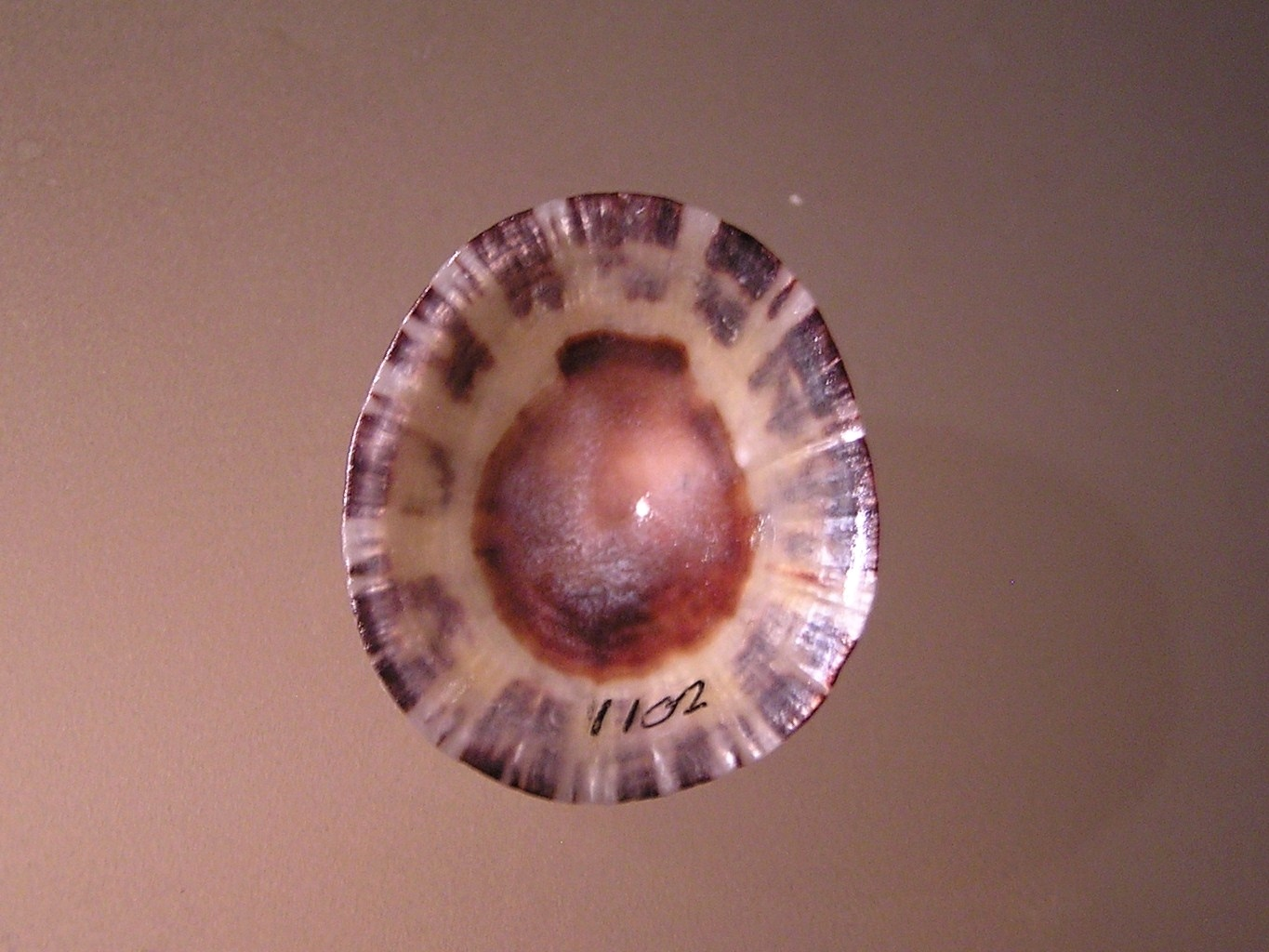